# Séptimo Ejército Francés
El Séptimo Ejército (francés: en francés: VIIe Armée) era un ejército de combate durante la Primera y la Segunda Guerra Mundial.
Fue creado el 4 de abril de 1915 para defender el frente entre la frontera suiza y Lorena, como sucesor del Destacamento de Ejército Independiente de Vosgos del General Putz. Este Destacamento había sido creado el 8 de diciembre de 1914, con la estabilización del Frente Occidental como sucesor del Ejército de Alsacia, del Grupo de Vogos y el 34º Cuerpo del Ejército.
El Séptimo Ejército mantuvo la misma posición hasta el fin de la Guerra. Sus principales implicaciones fueron la Batalla  de Hartmannswillerkopf y la Batalla de Le Linge en 1915.

## Comandantes

### Primera Guerra Mundial
- General Putz (8 de diciembre de 1914 - 2 de abril de 1915) (Destacamento de Ejército de Vosgos)
- General de Maud'huy (2 de abril de 1915 - 3 de noviembre de 1915)
- General de Villaret (3 de noviembre de 1915 - 19 de diciembre de 1916)
- General Debeney (19 de diciembre de 1916 - 4 de abril de 1917)
- General Baucheron de Boissoudy (4 de abril de 1917 - 15 de octubre de 1918)
- General Humbert (15 de octubre de 1918 - 23 de octubre de 1918)
- General de Mitry (23 de octubre de 1918 - Armisticio)

### Segunda Guerra Mundial
- General Henri Giraud (2 de septiembre de 1939 - 19 de mayo de 1940)
- General André Corap (19 de mayo de 1940)
- General Aubert Frère (19 de mayo de 1940 - 1 de julio de 1940)

- Datos: Q259766